# 通潤橋

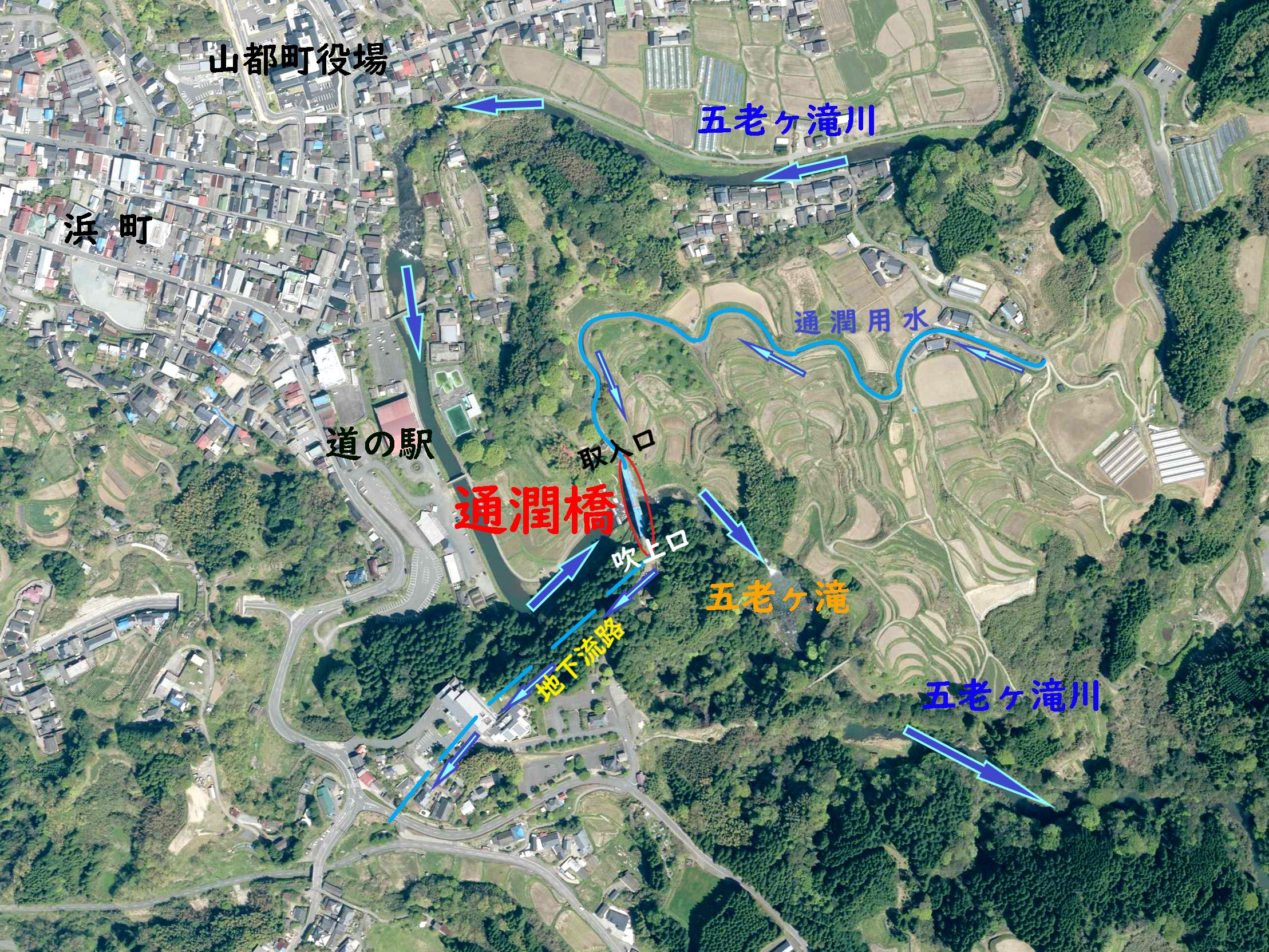
通潤橋周辺の空中写真。。2016年4月20日撮影。

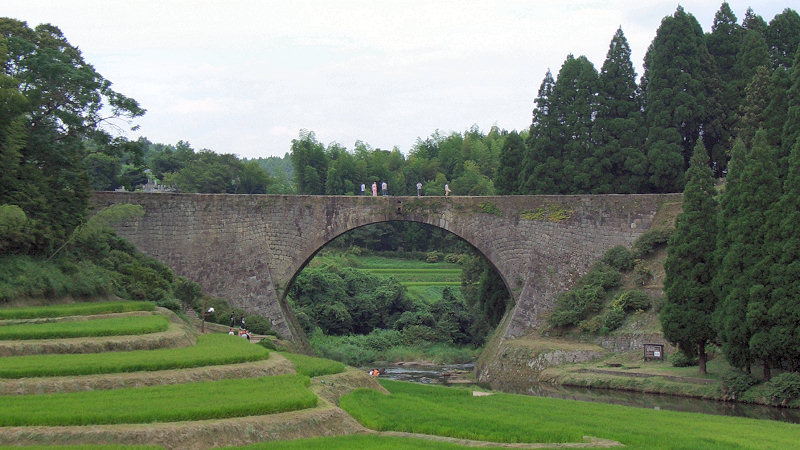
通潤橋（通潤用水）（2005/08/22）

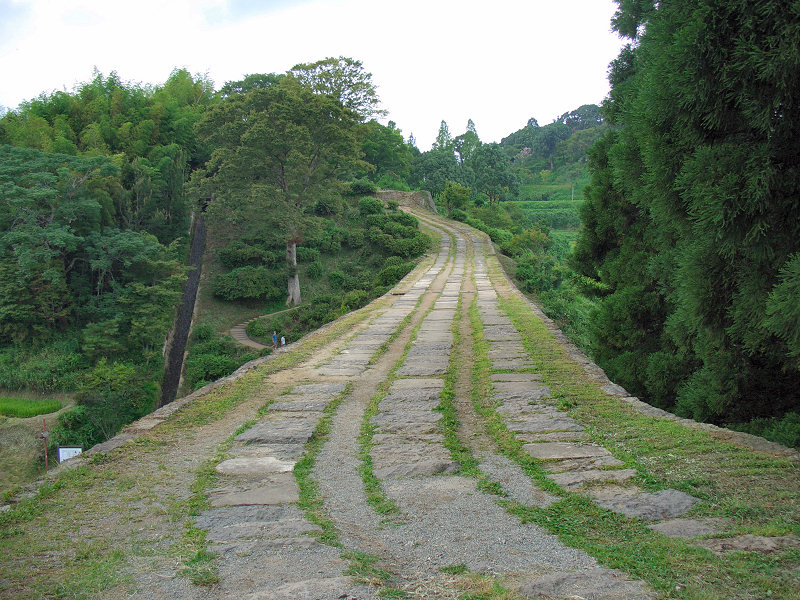
通潤橋 上部石管（2005/08/22）

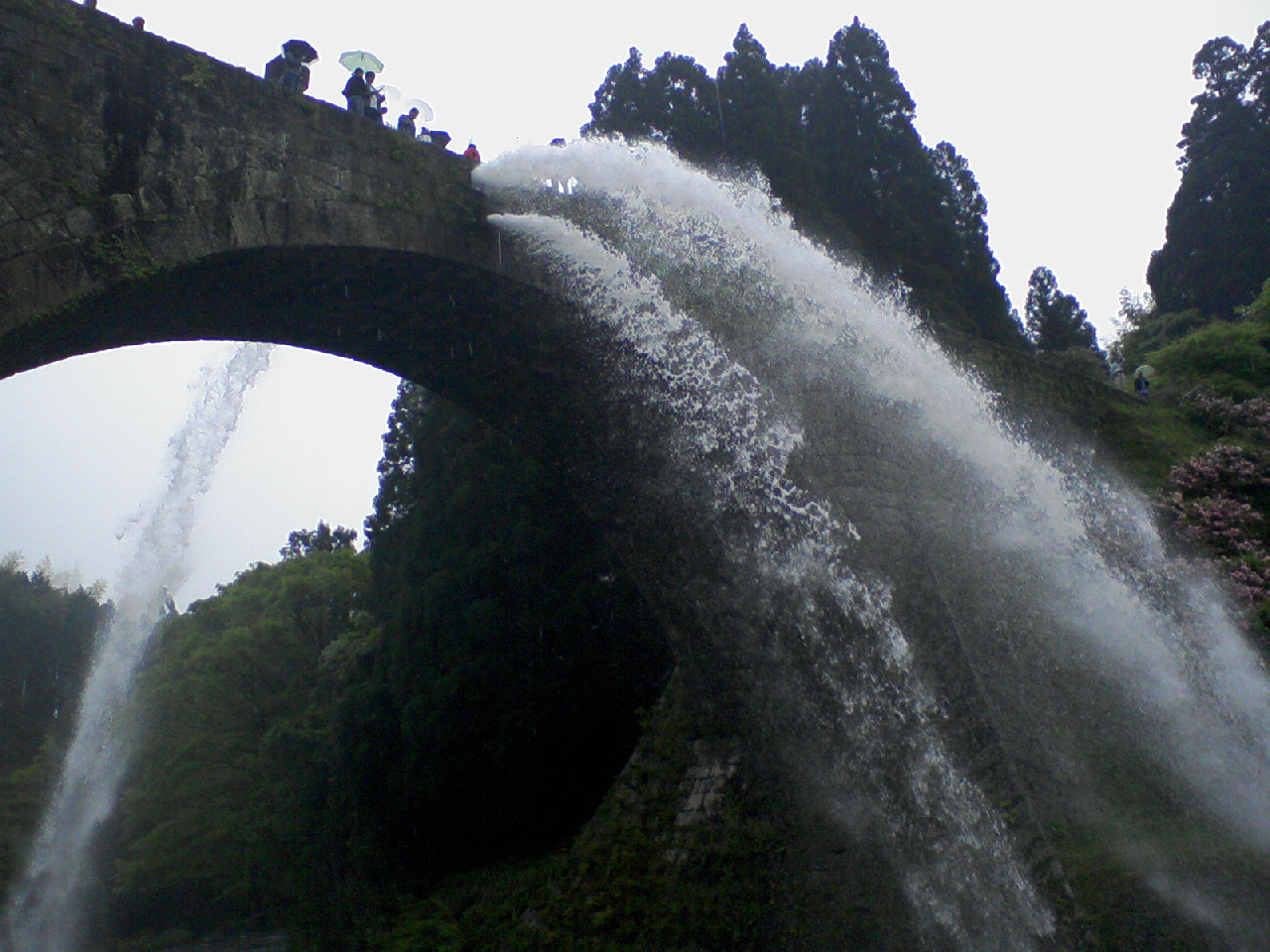
通潤橋 放水（2007/5/4）

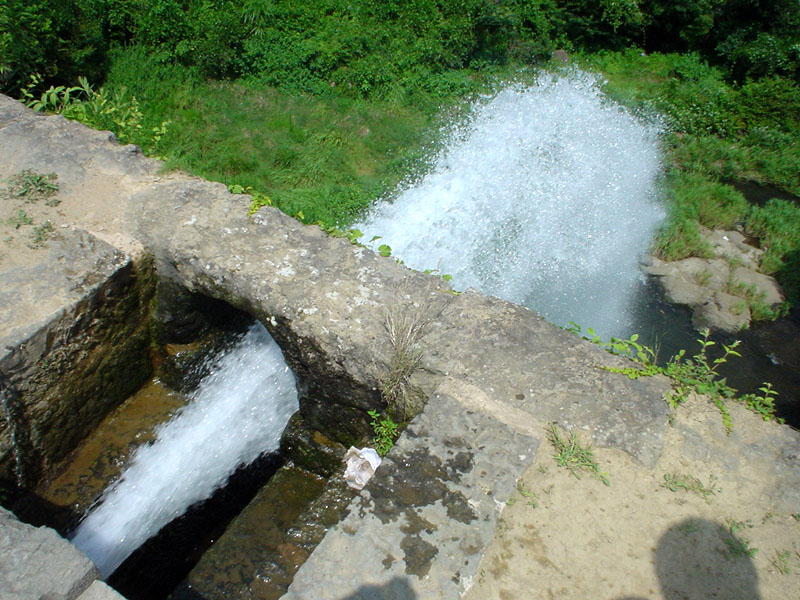
放水の様子（2005/8/13）

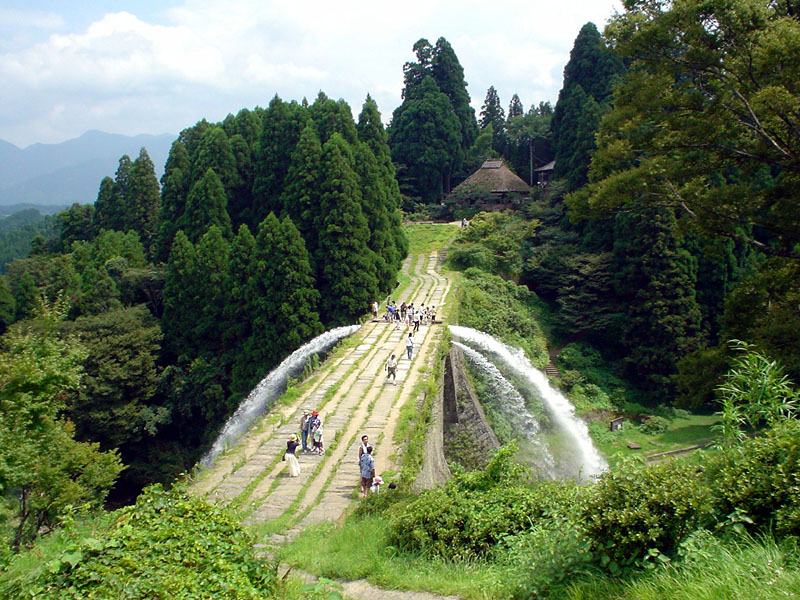
放水の様子（2005/8/13）

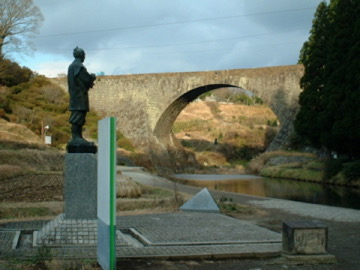
通潤橋と布田保之助の銅像（2001年頃）

通潤橋（つうじゅんきょう）は、熊本県上益城郡山都町（やまとちょう）にある石造単アーチ橋。2023年（令和5年）9月25日、橋などの土木構造物としては全国初の国宝に指定されている。
江戸時代の嘉永7年（1854年）に阿蘇の外輪山の南側の五老ヶ滝川（緑川水系）の谷に架けられた水路橋で、水利に恵まれなかった白糸台地へ通水するための通潤用水上井手（うわいで）水路の通水管が通っている。完成当時は吹上台目鑑橋と呼ばれていたが、肥後藩の藩校時習館の教導師であった真野源之助により易経（易損卦程伝）の一節、

| 澤在山下 其氣上通 潤及草木百物 | 澤は山下に在り 其の気 上に通ず 潤いは草木百物に及ぶ |
|                                | — 周易程朱傳義折衷 損卦                             |

から 採択し、通潤橋と命名された。

## 概要
石造単アーチ橋で、橋長は78メートル、幅員は6.3メートル、高さは20メートル余、アーチ支間は28メートルである。橋の上部には3本の石管が通っている。肥後の石工の技術レベルの高さを証明する歴史的建造物であり、国宝に指定されている。なお通潤橋を含む通潤用水は日本を代表する用水のひとつとして農林水産省の疏水百選に選定され、橋と白糸台地一帯の棚田景観は、通潤用水と白糸台地の棚田景観の名称で国の重要文化的景観として選定されている。
橋の中央上部両側に放水口が設置されており（川の上流側に2つ、下流側に1つ）、灌漑利用が少ない農閑期には観光客用に時間を区切って15分程度の放水を行っている。この放水の本来の目的は、石管水路の内部にたまった泥や砂を除くためのものである。最近では全国から通潤橋の放水風景を見に来る観光客も多い。
通潤橋は、白糸台地一帯に水を送るために農業用水路（通潤用水）の一部としてつくられた水路橋である。白糸台地（通潤橋史料館から見て右側の高台）は、川が削り取った深い谷に囲まれていた。そのため、通潤橋がつくられるまでは湧き水などを利用した農業に限られていた。
この場所に石橋が建造されたのは最も谷が狭かったからであるが、200メートル程下流には五老ヶ滝（落差50m）があり原料となる石材が上下流の川底に大量に存在していたことも理由の1つである。江戸時代に造られた石橋としてはアーチの直径ならびに全体の高さは日本国内最大である。人が渡れるもののあくまで水路のための橋であるため手摺等は一切ないが、これまで転落した人は1人もいないという。橋上部から見学できるのは通潤橋の放水日のみ。見学できるのは受付者のみで、人数制限がある。
重要文化財指定後、水需要の増大に対応できるよう、上流の川底に送水管（内径0.8メートルのヒューム管）が埋設され、通潤用水ではこれがメインで使われるようになった。そのほか通潤橋近くの河川から取水する下井手や電気揚水施設もある。重文指定による文化財の保護目的と観光放水による漏水の発生が頻発することで、現役から引退し、その後は主に放水用に通水されている。ただし、定期的にメンテナンスは行われており、大量の水が必要な時期には通潤地区土地改良区が、一時使用している。
通潤橋と用水路の完成により、約100ヘクタールの新しい水田がつくられた。用水路は、現在も白糸台地の農業を支えている。橋の近くには、布田保之助を神様とする布田神社があり、今も地元の人びとにより祀られている。
2023年（令和5年）9月25日、国宝に指定された。橋など土木構造物としての国宝指定は全国初で、県内の建造物では青井阿蘇神社（人吉市、2008年）以来2件目になる。

## 歴史
通潤橋は嘉永7年（1854年）、水源に乏しい白糸台地へ水を送るために架けられた通水橋である。白糸台地には阿蘇山からの火山灰が降り積もってできたため、雨水はたちまち地下深くに浸透し、貯水が出来ず、人々は水不足に悩まされていた。建造にあたっては地元の惣庄屋であった布田保之助が中心となって計画を立案。地元の役所・矢部手永の資金や、細川藩の資金を借り、熊本八代の種山村にあった著名な石工技術者集団種山石工に協力をあおぎ、近隣農民がこぞって建設作業に参加した。布田保之助は、矢部地域の発展のため、通潤橋のほかにもたくさんの道路や用水路、石橋などをつくった。この通潤橋の建設も、布田保之助が代表となって計画立案し、工事が進められた。
この水路付き石橋は、アーチ型の木枠（支保工）を大工が作った上に、石工が石を置き、石管と木樋（緩衝材の役目）による水路を設置して橋が完成したところで木枠を外す工法により建造された。
通潤橋の工事は、1852年（嘉永5年）12月に開始され、約1年8ヶ月の長い期間をかけて1854年（嘉永7年・安政元年）8月に完成した。この間、大工や石工（石工頭は種山石工の宇一）のほか、白糸台地や矢部地域の大勢の人の力で工事が行われた。 また、通潤橋より下流の白糸台地内を流れる用水路は、1855年（安政2年）頃に完成している。
石橋の木枠を外す最終段階には橋の中央に白装束を纏った布田翁が鎮座し、石工頭も切腹用の短刀を懐にして臨んだという逸話が残っている。
同じ熊本県内の石橋・霊台橋より7年早い1960年（昭和35年）に国の重要文化財の指定を受けた。またくまもとアートポリス選定既存建造物にも選定され、地域の名物・象徴となっている。この地域には通潤橋の他にも規模の大きなアーチ石橋が架けられており、遠く鹿児島や東京などにも石工技術者が招かれて石橋を作った。
2016年4月14日に発生した熊本地震で亀裂が入り、水漏れが発生する被害を受けた。橋の石垣がずれて飛び出したり、通水管のつなぎ目がひび割れたりする被害があった。修理中の2018年5月には豪雨により石垣が崩落した。
2020年3月までに修理を終え、翌月より放水を再開する予定であったが、新型コロナウイルス感染症の流行を受けて当面の間休止されることとなった。
2020年7月21日、新型コロナウイルス感染症の流行のため延期していた一般公開を4年3か月ぶりに再開、記念放水が行われた。

## 技術
この橋は2つの地区を水路で結んでいるが橋の位置は送水先の白糸大地よりも低い位置にあるため、水を通す時には取入口と吹上口の高低差による噴水管（逆サイフォン）の原理を利用している状態になる。ゴムなどのシーリング材料の無い時代であり、石で作られた導水管の継ぎ目を特殊な漆喰で繋いで漏水しないように密封して橋より高台の白糸台地まで用水を押し上げている。こうした通水管の仕組みは、当時「吹上樋」と呼ばれ、水路橋である通潤橋の最も重要な部分であった。
通潤橋は日本の独自技術で実現した最初の噴水管（逆サイフォン）の橋と考えられており、NHKの番組「新日本紀行」などで紹介された。またこの橋の建設を物語にした『肥後の石工』という児童文学作品があり、国語の教科書への採用例もある。戦前にも文部省の修身教科書に逸話が掲載されていた。

## 通潤橋史料館
2003年（平成15年）9月6日に通潤橋史料館がオープンし、ジオラマや映像・データライブラリーなどが設置されている。なお、通潤橋史料館は道の駅通潤橋（2000年8月開駅）の敷地内にあったが、山都町の「道の駅整備事業基本計画」で、道の駅の機能を移転して地域住民の活動拠点とし、従前の施設は通潤橋に特化した観光拠点の施設として整備することになった。この計画に基づき2024年（令和6年）1月13日正午に道の駅は山都町城平に移転し、山都町下市の通潤橋史料館を含む施設は通潤橋に特化した観光拠点の施設「通潤橋ミエルテラス」として営業を続けている。

## 交通
- 熊本桜町バスターミナルから熊本バスM3-2系統・通潤山荘行で約1時間半、通潤橋前停留所下車徒歩5分。
  - 通潤橋前停留所の3つ手前にある浜町停留所（山都町ふれあいバスセンター）までは市内方面からの熊本バスM4-3系統・浜町行も走っており、有効本数が増加する。徒歩10分。
- 福岡、延岡方面からは、高速バス「ごかせ号」の「山都町」停留所より徒歩20分。
- 九州中央自動車道山都通潤橋インターチェンジから約1.6km。

## ドキュメンタリー
- 新日本紀行「水のわたる橋 〜熊本県矢部町〜」（1974年9月30日、NHK）[25]

## 関連項目

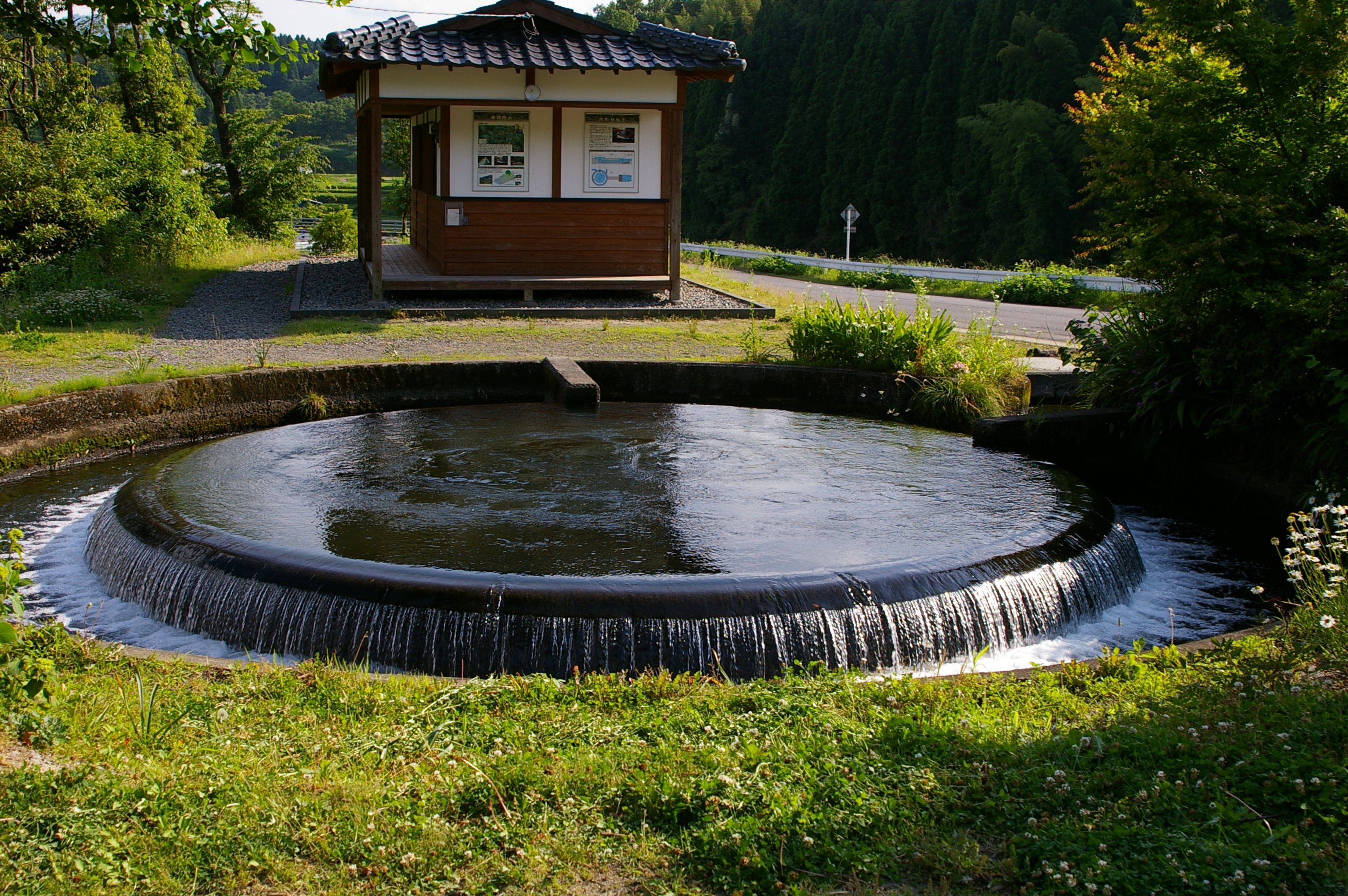
通潤橋へ分水している『円形分水』（2007年6月10日撮影）